# Kovács Gábor (író)
Kovács Gábor (Pécs, 1958–) tanár, író, költő.

## Élete
1981-ben a Pécsi Tanárképző Főiskola (PTF) rajz-földrajz szakán végzett. Ezt követően tanárként helyezkedett el, és kezdeti tapasztalatait szakmai életrajzában így foglalta össze: „Nem tudom, hogy ma mi a helyzet a tanárképzés terén, de akkoriban egy ilyen helyen – ha valaki bizonyos mértékig ellenzékinek számított vagy csak magányos egzisztencialistának minősült – könnyen előfordult, hogy sikeresen elvették az illető kedvét mindenféle tanítástól. Így történt ez velem is, bár minden kétséget kizáróan én csak az utóbbi, ’ártalmatlanabb’ kategóriába tartoztam. Kikerülve az ’alma materből’ azonban nem telt el sok idő, míg rájöttem, hogy a tanítás terén is létezik szabadság, sőt talán éppen ez a legfontosabb ezen a területen.” 1989-től közlik az irodalmi lapok verseit (Kortárs, Új Symposion, Stádium, Sétatér). A versírás lényegét főként keleti mintákban és keleti mesterek műveiben találta meg. Hazai példaképei – az alkotás terén – mindenekelőtt Weöres Sándor, vagy rajta keresztül Hamvas Béla, sőt a kortársak közül az 1948-ban született Kemenczky Judit, aki több nó-darabot is lefordított Másoddiplomáját 2006-ban szerezte meg a Pécsi Tudományegyetem (PTE) Kommunikációs és Médiatudományi Tanszékén mozgókép- és médiakultúra tárgyakból. Egyetemi tanulmányai jelentős impulzust adtak számára a tekintetben is, hogy a keleti kultúrákkal kapcsolatos ismereteit elmélyítse. 2008-tól tagja a nemzetközi ÉlményMűhely mozgalomnak. E mozgalom éppen a matematika-, tágabb értelemben a tudomány és a művészet kapcsolatát kutatja és vonja be egyúttal a kreativitás folyamatába. A szerző művei „alkotói érzékenységről, elmélkedésre való hajlamról, a keleti kultúrákkal történő elmélyült kapcsolatról, a világgal – sajátosan felfogott – spontán viszonyról, a konvencionális megközelítésektől való – elvi alapon nyugvó – távolságtartásról tanúskodnak.” – írja róla kiadói szerkesztője a Napsütötte eretnekségem című, összegző jellegű esszékötete kapcsán.

## Művei

### Önálló kötetek
- Egy sas délutánja (versek), Duplex, Pécs, 1999
- Az özvegyégetés (esszé), Kelet Kiadó, Budapest, 2008
- Napsütötte eretnekségem (esszé), Pro Pannonia, Pécs, 2015
- Dervistánc (versek), Pro Pannonia, Pécs, 2016
- Eljövendő jelen (esszé), Pro Pannonia, Pécs, 2017
- Lépcsők Perszepoliszban (versek), Litera-Túra, Pécs, 2019
- Mindenki olyan, mint Salvador Dalí (rövid prózák), Litera-Túra, Pécs, 2020
- Az első manna íze (versek), Litera-Túra, Pécs, 2022

### Fordítások
Gyémánt szútra, Sétatér 1997. I. évfolyam 1. szám
Gyémánt szútra, a különnyomat borítója